# Піратський кодекс

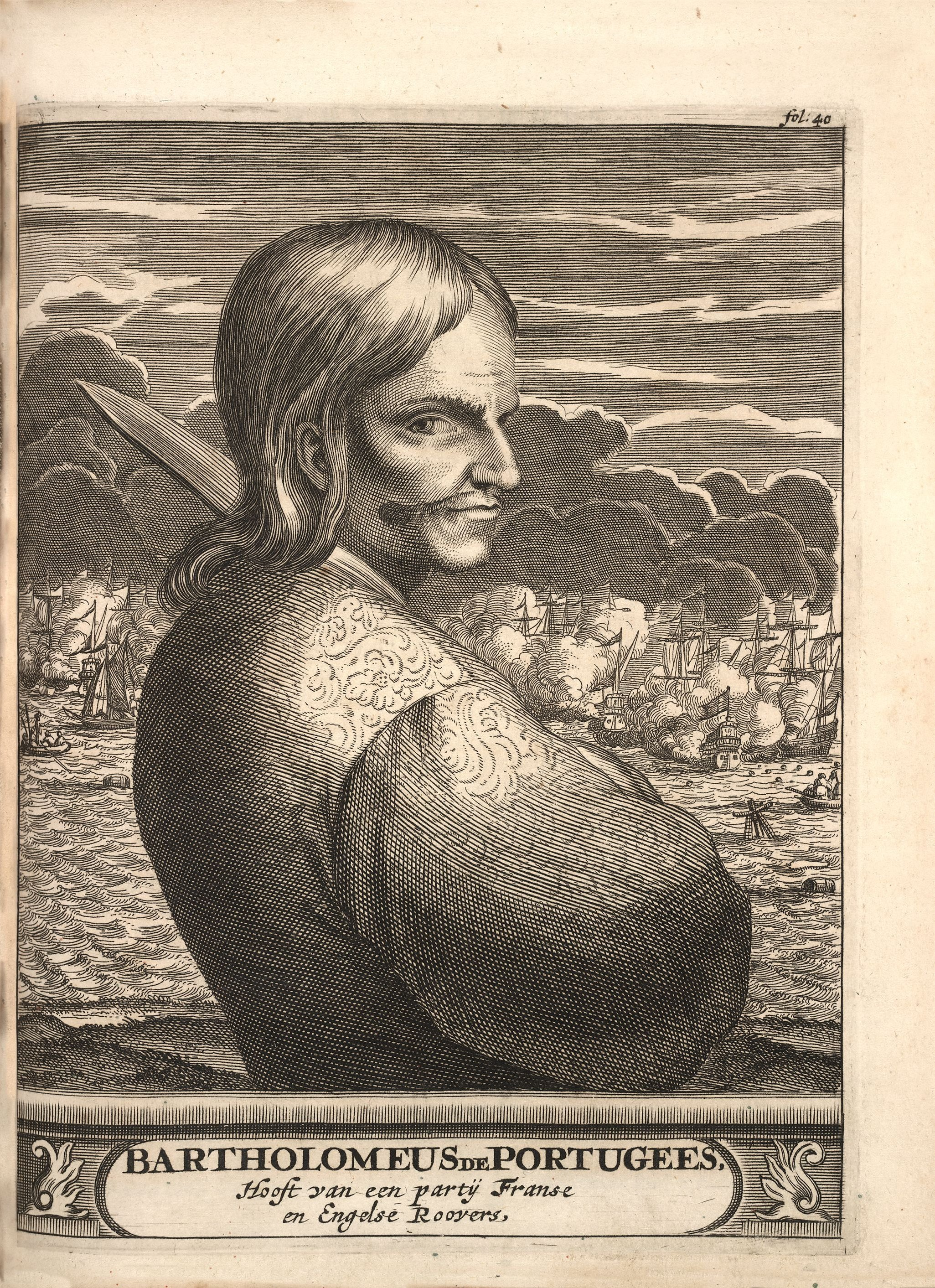
Бартоломеу Португез, автор першого піратського кодексу

Піратський кодекс — правила поведінки для піратів. Свої кодекси були написані Бартолом'ю Робертсом, Джоном Філіпсом, Генрі Морганом та іншими капітанами. Перед тим як кодекс починав діяти, кожен член команди повинен був його підписати. Після цього правила чіплялись на найвиднішому місці. У цих правилах було чітко визначено, як проводиться розподіл награбованого, які покарання очікують на будь-кого, хто провинився, або які будуть надані компенсації у разі каліцтва.
Спогади про кодекс відносяться до першої половини XVII століття. До наших днів дійшло декілька кодексів.

### Кодекс Бартоломеу Португеза
Автором першого піратського кодексу вважають Бартоломеу Португеза.

### Устав Чорного Барта (Бартолом'ю Робертса)
1. Кожен член команди має один голос у вирішенні поточних справ.
2. Кожного, хто обдурить усіх членів команди на суму в один фунт стерлінгів, приховавши столове срібло, коштовності або гроші, буде покарано висадкою на безлюдний острів. Якщо ж один із членів команди викраде щось у іншого, достатньо відрізати йому вуха й ніс і висадити на заселений берег, де він відчує на собі ганьбу й презирство, а тому напевне зазнає безліч поневірянь.
3. Забороняється грати на гроші в карти або в кості.
4. Ліхтарі й свічки слід гасити о восьмій вечора. Якщо хтось із членів команди має бажання пити ром або джин після зазначеного часу, мусить робити це тільки на відкритій палубі.
5. Зброю, пістолі й шаблю слід завжди тримати в чистоті й повній бойовій готовності.
6. Якщо буде виявлено, що хтось із членів екіпажу спокусив особу жіночої статі й узяв із собою в море, перевдягнену в чоловічий одяг, того негайно буде страчено.
7. Якщо хтось із членів команди під час сутички або бою залишить своє судно або своє місце згідно з бойовим розписом, це карається смертю або висадкою на безлюдний острів.
8. На борту корабля членам команди заборонено битися. Всі непорозуміння та сварки вирішуються до відплиття корабля на березі, дуеллю на шаблях або пістолях.
9. Забороняється обговорювати зміну існуючого стану й способу життя, поки кожний отримає свою частку в одну тисячу фунтів стерлінгів. Якщо до отримання частки хтось із членів команди втратить кінцівку або стане інвалідом під час несення служби, йому буде виплачено 800 фунтів стерлінгів із загальної каси, а за менші каліцтва — пропорційно до них.
10. При розподілі здобичі капітану і квартирмейстеру, боцману і каноніру — півтори частки, а іншим офіцерам — по одній частці з чвертю.

## Використана література
- Джон Метьюз. Пірати та їхні скарби: Піратські закони/Піратський устав.